# Шмир, Бенедикт
Бенедикт Шмир (1682, Грёненбах — 28 июня 1744, Эльдерн) — германский богослов, канонист, схоластический философ Зальцбургского университета.
9 ноября 1700 года вступил в орден бенедиктинцев. В 1713 году был назначен профессором философии в Зальцбургском университете, в 1714 году получил учёную степень доктора богословия, в 1715 году — также степень доктора права и назначение профессором канонического права, а в 1721 году — профессором богословия того же университета.

## Труды
- «Philosophiae quadripartitae» (1716);
- «Fundamentum et vertex universi juris canonici» (1716);
- «Sacrosanctae ecclesiae in genere cum suis praerogativis tractatu juridico circumornatae» (1717);
- «Sacratissimus ordo episcoporum cum ecclesiis cathedralibus, canonicatibus et sacris officiis» (1719—1723);
- «De potestate clavium in distribuendis ex thesauro ecclesiae indulgentiis» (1726—1729);
- «Sacra theologia scholastico-polemica-practica, tractatus XXIX complectens» (1737)[4].